# Cyclops buxtoni
Cyclops buxtoni is een eenoogkreeftjessoort uit de familie van de Cyclopidae. De wetenschappelijke naam van de soort is voor het eerst geldig gepubliceerd in 1921 door Gurney.